# 镇朔卫
镇朔卫，明朝卫所。

## 沿革
明洪武二十六年（1393年）置，治今山西省左云县。永乐元年（1403年）徙治蓟州（即今天津市蓟县）。清顺治九年（1652年）省入蓟州卫。